# John Waters (regisseur)
John Samuel Waters, Jr. (Baltimore, 22 april 1946) is een Amerikaanse filmregisseur van cultfilms als Pink Flamingos, Hairspray en Cry-Baby. Hij is vooral bekend om zijn gebruik van camp en choquerende scènes, zijn gewoonte om zijn geboortestad Baltimore als filmlocatie te gebruiken en zijn veelvuldig gebruik van rock-'n-rollmuziek uit de jaren vijftig en jaren zestig.

## Levensloop
Waters studeerde kortstondig aan New York University maar moest de universiteit verlaten nadat hij betrapt werd tijdens het roken van marihuana. Zijn doorbraak kwam met de film Pink Flamingos in 1972, waarin de hoofdrol gespeeld werd door de travestiet Divine. Daarnaast speelde een aantal acteurs mee die tot Waters vaste acteursstal zouden gaan behoren, de zogenaamde Dreamlanders (naar Waters' productiemaatschappij Dreamland Productions).
Pink Flamingos werd berucht door enkele scènes die door velen als zeer schokkend werden ervaren, waaronder de slotscène waarin Divine hondenpoep eet. De film werd verboden in onder meer Australië en Noorwegen. Ook zijn twee volgende films, Female Trouble (1974) en Desperate Living (1977), werden door velen als schokkend ervaren. De drie films worden nu gezamenlijk door Waters betiteld als zijn Trash Trilogy.
Na Polyester (1981), waarin Divine opnieuw de hoofdrol speelde, begon Waters meer mainstream-films te maken, beginnend met Hairspray waarin Ricki Lake de hoofdrol vervulde, naast onder meer Deborah Harry, Sonny Bono en, wederom, Divine. De film werd in 2002 herschreven tot een met een Tony bekroonde musical, die in 2007 weer verfilmd werd tot Hairspray met onder meer John Travolta. Aan deze film droeg Waters als schrijver bij.
De musicalfilm Cry-Baby (1990) met onder meer Johnny Depp, Iggy Pop, Traci Lords en Ricki Lake was Waters' tweede mainstream-film, gevolgd door Serial Mom (1994) met Kathleen Turner als een huisvrouw, die verandert in een seriemoordenaar. John Waters' meest recente film, A Dirty Shame (2004), met Tracey Ullmann, Johnny Knoxville en Selma Blair, is een terugkeer naar de choquerende stijl van zijn vroege films.
Waters treedt ook op als (stem)acteur en verteller, zowel in zijn eigen producties als die van anderen, bijvoorbeeld in de televisieseries The Simpsons en Frasier en in de horrorfilm Seed of Chucky (2004). Ook is hij in verschillende films te zien als zichzelf, bijvoorbeeld in Jackass: Number Two (2004).
Hij heeft een aantal boeken geschreven en is ook een beeldend kunstenaar die kunstwerken en installaties gebaseerd op fotografisch materiaal maakt. In 2004 presenteerde het New Museum in New York een overzichtstentoonstelling van zijn werk.
Waters' onemanshow This Filthy World, waarmee hij op tournee door de Verenigde Staten ging, werd in 2006 gefilmd en uitgebracht als documentaire.
In 2023 kreeg Waters een ster op de Hollywood Walk of Fame.

## Filmografie

### Als regisseur en schrijver
- Hag in a Black Leather Jacket (8mm) (1964)
- Roman Candles (1966)
- Eat Your Makeup (1968)
- Mondo Trasho (1969)
- The Diane Linkletter Story (1969)
- Multiple Maniacs (1970)
- Pink Flamingos (1972)
- Female Trouble (1974)
- Desperate Living (1977)
- Polyester (1981)
- Hairspray (1988)
- Cry-Baby (1990)
- Serial Mom (1994)
- Pecker (1998)
- Cecil B. DeMented (2000)
- A Dirty Shame (2004)

### Als schrijver
- Shock Value (1981)
- Crackpot: The Obsessions of John Waters (1987, nieuwe editie 2003)
- Trash Trio: Three Screenplays: Pink Flamingos, Desperate Living, Flamingos Forever (1988)
- Art: A Sex Book (2003) (met Bruce Hainley)
- Hairspray, Female Trouble and Multiple Maniacs: Three More Screenplays (2005)
- Role Models (2010)
- Carsick: John Waters Hitchhikes Across America (2014)

### Als acteur, stemacteur en verteller

#### Films
- Pink Flamingos (1972)
- Female Trouble (1974)
- Something Wild (1986)
- Hairspray (1988)
- Serial Mom (1994)
- Pecker (1998)
- Sweet and Lowdown (1999)
- Cecil B. Demented (2000)
- Blood Feast 2: All You Can Eat (2002)
- Seed of Chucky (2004)
- Jackass: Number Two (2006)
- This Film Is Not Yet Rated (2006)
- Hairspray (2007)
- The Junior Defenders (2007)

#### Televisie
- Frasier
- The Simpsons
- My Name is Earl
- 'Til Death Do Us Part
- Homicide: Life on the Street
- The Blacklist

- Bibsys: 12045163
- Biblioteca Nacional de España: XX1157601
- Bibliothèque nationale de France: cb12014072g (data)
- Catàleg d'autoritats de noms i títols de Catalunya: 981058516736606706
- CiNii: DA13017276
- Gemeinsame Normdatei: 11862945X
- International Standard Name Identifier: 0000 0000 8350 2700
- Library of Congress Control Number: n81036831
- MusicBrainz: b66e3fb2-0b2c-443e-b4b6-2c35d09dc20e
- Bibliotheek van het Japanse parlement: 00476867
- Nationale Bibliotheek van Tsjechië: xx0166271
- Nationale Bibliotheek van Israël: 987007450075405171
- Nationale Bibliotheek van Polen: a0000002115605
- Nederlandse Thesaurus van Auteursnamen: 073581224
- PIC: 322236
- RKD-Nederlands Instituut voor Kunstgeschiedenis: 396735
- LIBRIS: 256997
- SNAC: w6tj067d
- Système universitaire de documentation: 027688615
- Union List of Artist Names: 500331901
- Virtual International Authority File: 2481319
- WorldCat: E39PBJrm4J47xc3CRDYRJThj4q